# Lijst van burgemeesters van Reusel
Dit is een lijst van burgemeesters van de voormalige Nederlandse gemeente Reusel tot die gemeente op 1 januari 1997 opging in de gemeente Reusel-De Mierden.
| Ambtsperiode | Naam burgemeester          | Partij of stroming | Bijzonderheden      |
| ------------ | -------------------------- | ------------------ | ------------------- |
| ??           | ??                         |                    |                     |
| 18?? - 1852  | S. Vosters                 |                    |                     |
| 1852 - 1864  | Adrianus Ludovicus Vosters |                    |                     |
| 1864 - 1882  | Nicolaas Roijmans          |                    |                     |
| 1882 - 1912  | Adriaan Willekens          |                    |                     |
| 1912 - 1942  | Adrianus Antonie Willekens |                    |                     |
| 1942 - 1944  | Frans (F.H.M.) Schram      |                    |                     |
| 1944 - 1979  | Cas (C.A.A.) van Beek      | KVP                | tot 1946 waarnemend |
| 1979 - 1993? | Piet (P.H.M.) Walboomers   | CDA                |                     |
| 1993 - 1997  | Ad (A.J.) Verheijden       | CDA                | waarnemend          |